# Clairy-Saulchoix
 Clairy-Saulchoix  es una población y comuna francesa, en la región de Picardía, departamento de Somme, en el distrito de Amiens y cantón de Molliens-Dreuil.

## Demografía
| 274 | 292 | 313 | 364 | 361 | 385 | 352 |
| Para los censos de 1962 a 1999 la población legal corresponde a la población sin duplicidades (Fuente: INSEE [Consultar]) |     |     |     |     |     |     |